# Quảng trường Lâm Viên
Quảng trường Lâm Viên là quảng trường nằm ở đường Trần Quốc Toản, đối diện hồ Xuân Hương, Phường 10, trung tâm thành phố Đà Lạt, tỉnh Lâm Đồng. Quảng trường có tên gọi khác là Trung tâm Đà Lạt, được đặt tên Lâm Viên dựa trên vị trí địa lý của thành phố, nằm trên cao nguyên Lâm Viên (cao nguyên Lang Biang), cũng như vùng đất từng gọi là tỉnh Lâm Viên.
Quảng trường Lâm Viên, khu vực nổi tiếng được nhiều người dân gọi trìu mến: trái tim của xứ sở ngàn hoa, một trong những địa điểm thu hút khách du lịch khắp nơi tới thăm thành phố. Với các kiến trúc hoa dã quỳ, atisô, đây được xem là công trình nghệ thuật ấn tượng, biểu tượng đặc trưng của Đà Lạt, Lâm Viên cũng là nơi trung tâm tổ chức nhiều sự kiện quan trọng của thành phố và tỉnh Lâm Đồng, như Festival Hoa Đà Lạt.

## Lịch sử

### Thời kỳ ban đầu của Đà Lạt
Cuối thế kỷ XIX, bác sĩ Alexandre Yersin cùng các đoàn thám hiểm tới cao nguyên Lâm Viên, khởi đầu xây dựng trạm nghỉ dưỡng, hệ thống công trình hạ tầng cho đến sự ra đời của thành phố Đà Lạt.
Trong quá trình xây dựng Đà Lạt, hồ Xuân Hương được kiến thiết năm 1919, dẫn nước tự tạo, xây đập ngăn suối Cam Ly. Năm 1935, người Pháp đặt tên hồ là Grand Lac (Hồ Lớn), đổi tên về thành hồ Xuân Hương năm 1953 bởi đề xuất của Chủ tịch Hội đồng thị xã Đà Lạt lúc bấy giờ là nhà thơ, nhà báo Nguyễn Vỹ. Hồ Xuân Hương là thắng cảnh quốc gia đầu tiên của Lâm Đồng, hồ nước nhân tạo ở trung tâm thành phố, được xếp hạng năm 1988. Giữa thập niên 1950, xung quanh hồ được cải tạo hạ tầng, Vườn hoa thành phố ở bờ Bắc, Thao trường Lâm Viên được xây ở bờ phía Nam hồ, là một nhà thi đấu thể dục thể thao, đồng thời cũng là vị trí quảng trường ngày nay.
Năm 1999, Đà Lạt được Thủ tướng Chính phủ quyết định công nhận là đô thị loại II. Sau đó trở thành đô thị loại I năm 2009. Từ thế kỷ mới, Đà Lạt tăng cường hội nhập, là nơi thu hút du lịch và sự kiện quốc tế như Festival Hoa Đà Lạt, Lễ hội văn hóa trà. Thành phố nảy sinh nhu cầu xây dựng một quảng trường.

### Dự án xây dựng

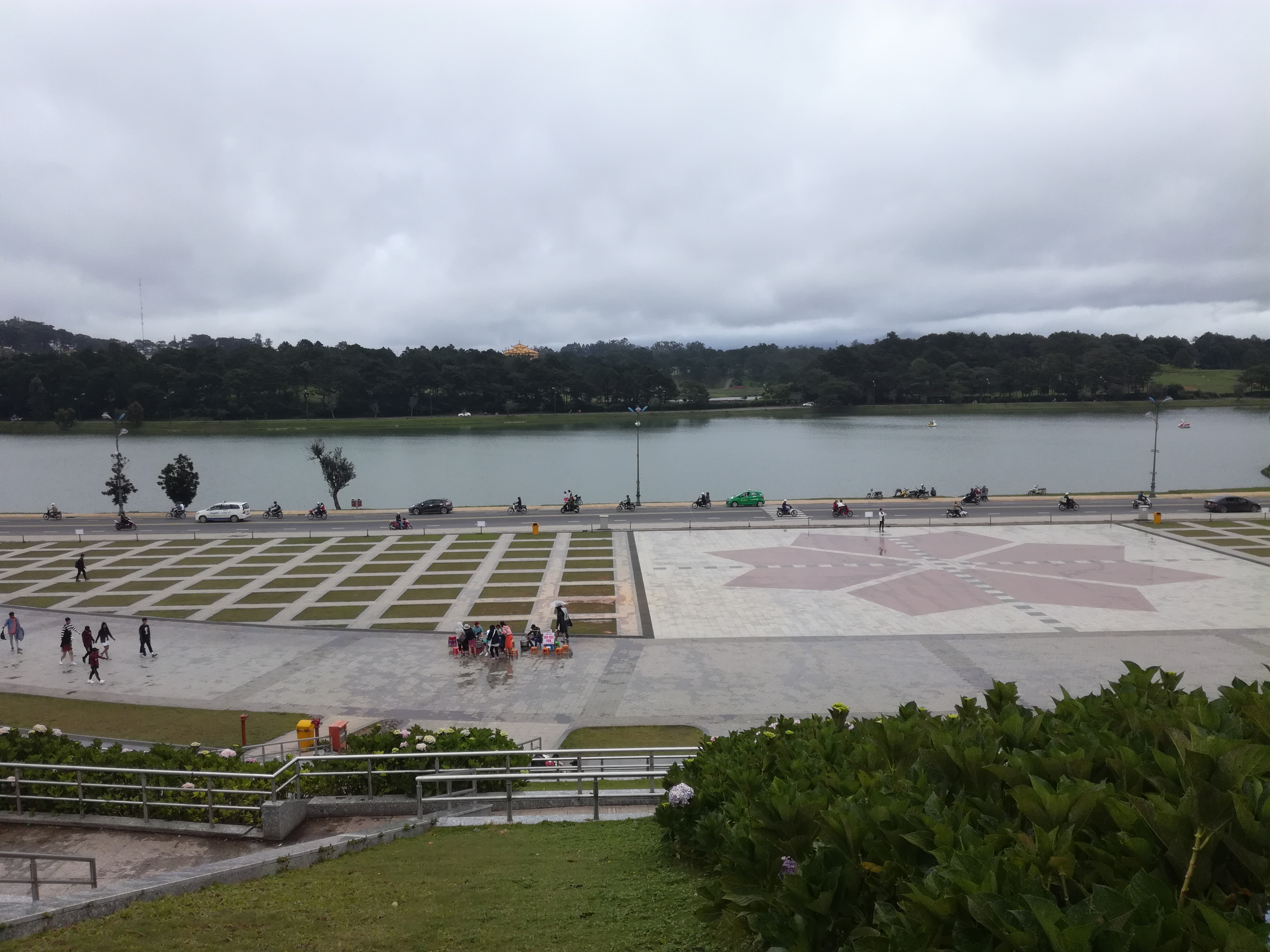
Một góc nhìn ra hồ Xuân Hương từ quảng trường Lâm Viên.

Năm 2009, quảng trường Lâm Viên là dự án trọng điểm của tỉnh Lâm Đồng, khởi công xây dựng theo nghị quyết của Hội đồng Nhân dân tỉnh Lâm Đồng, dự tính xây trong sáu năm, ngân sách 681 tỷ đồng. Thời gian đầu, quảng trường được gọi là Trung tâm Đà Lạt. Các đề xuất về đặt tên chính thức, tên gọi con đường xung quanh được đề ra năm 2010 – 2011. Ngày 10 tháng 11 năm 2011, Hội đồng Nhân dân thành phố Đà Lạt họp và thông qua Nghị quyết Phương án đặt tên quảng trường, đổi tên đường quanh hồ Xuân Hương, quảng trường được đặt là Lâm Viên, đường xung quanh hồ dài 5,0 km được đặt tên là Trần Quốc Toản, thay cho năm cái tên cũ là: Yersin, Bà Huyện Thanh Quan, Nguyễn Thái Học, Lê Đại Hành và Trần Quốc Toản. Ngày 02 tháng 12 năm 2011, Hội đồng Nhân dân tỉnh Lâm Đồng đã ban hành Nghị quyết quyết định đồng thuận trực tiếp phương án này. Theo Ủy ban Nhân dân thành phố Đà Lạt, tên Lâm Viên đặt cho địa điểm này là do Đà Lạt vốn nằm trên cao nguyên Lâm Viên (cao nguyên Lang Biang).
Năm 2014, Lâm Đồng bắt đầu điều chỉnh cục bộ khu vực, tiếp tục tiến độ của dự án quảng trường Lâm Viên, đồng thời quy hoạch chi tiết xây dựng Khu trung tâm thương mại quốc tế trong khu vực quảng trường. Ngày 10 tháng 10 năm 2015, quảng trường chính thức hoàn tất, khánh thành đi vào hoạt động với lễ gắn biển công trình được tổ chức và chào mừng Đại hội Đảng bộ tỉnh Lâm Đồng lần thứ X, nhiệm kỳ 2015 – 2020.

## Kiến trúc quảng trường

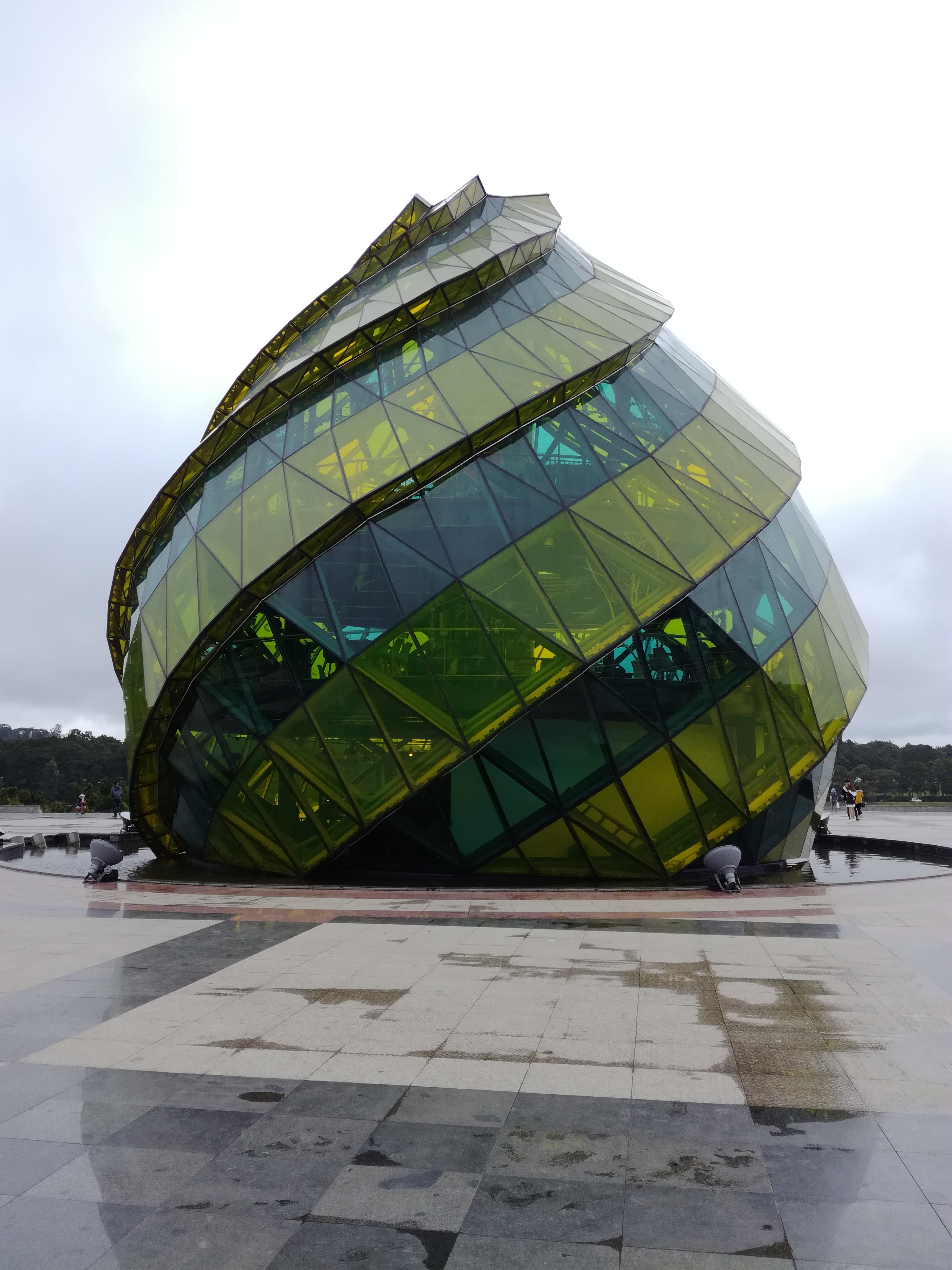
Tòa nhà kính Atisô.

Quảng trường Lâm Viên xây dựng trong sáu năm theo đồ án của kiến trúc sư Trần Văn Dũng, có các phân khu chức năng, gồm khu vực bên ngoài có tổng diện tích 72.405 m², khán đài sức chứa 15 nghìn người, sân lễ hội; khu vực đài phun nước nghệ thuật; khu vực thảm cỏ, cây xanh, bãi đỗ xe. Khu vực bên trong có tổng diện tích 33.700 m², gồm khu thương mại, triển lãm, nhà hát và khu vực cung nghệ thuật. Bên dưới quảng trường là siêu thị BigC.
Lâm Viên nằm ở trung tâm thành phố, hướng chính nhìn về hồ Xuân Hương, đồng thời hướng mặt về phía núi Lang Biang. Điểm nhấn của quảng trường là cụm kiến trúc khối bông hoa và khối nụ hoa, liên tưởng đến hoa cỏ quen thuộc với Đà Lạt. Hoa dã quỳ và búp hoa atisô là những sản phẩm đặc trưng, biểu tượng hoa tại thành phố Đà Lạt và tỉnh Lâm Đồng, được lấy làm ý tưởng thiết kế.
Kiến trúc khối bông thứ nhất là tòa nhà Dã Quỳ hình bán nguyệt, dùng làm cung nghệ thuật. Tòa nhà Dã Quỳ có diện tích sàn là 1.200 m² với 1.500 chỗ ngồi. Hình hoa được thiết kế với dáng nghiêng, các cánh hoa vàng ôm sát theo hình vòm, mái cong và nhụy hoa được thiết kế trên bề mặt nghiêng. Ý tưởng thiết kế này giúp cho dù từ góc độ nào, du khách cũng có thể thấy được đóa hoa Dã Quỳ – loài hoa gọi nắng về của phố núi mờ sương. Cứ vào cuối tháng 11 hằng năm, hoa Dã Quỳ đều nở rộ khắp mọi cung đường, là một trong những biểu tượng của thành phố Đà Lạt.
Kiến trúc khối bông thứ hai là tòa nhà Atisô có hình dáng hoa Atisô, khi hoa còn nụ, cao hơn 15 m, bên trong là quán cà phê rộng hơn 500 m². Phần mái kính màu xanh, vàng uốn theo đường xoắn sinh học, mô phỏng những cánh hoa. Công nhân dùng hệ thống ròng rọc treo mình trên không, lắp hàng nghìn mảnh kính màu chịu lực, nhập từ Đức, Ấn Độ và Hàn Quốc. Từng mảnh kính màu được cố định bằng keo, vít trên các thanh hợp kim.
Hai tòa nhà cách nhau 80 m trong khuôn viên quảng trường.

## Sự kiện và hoạt động

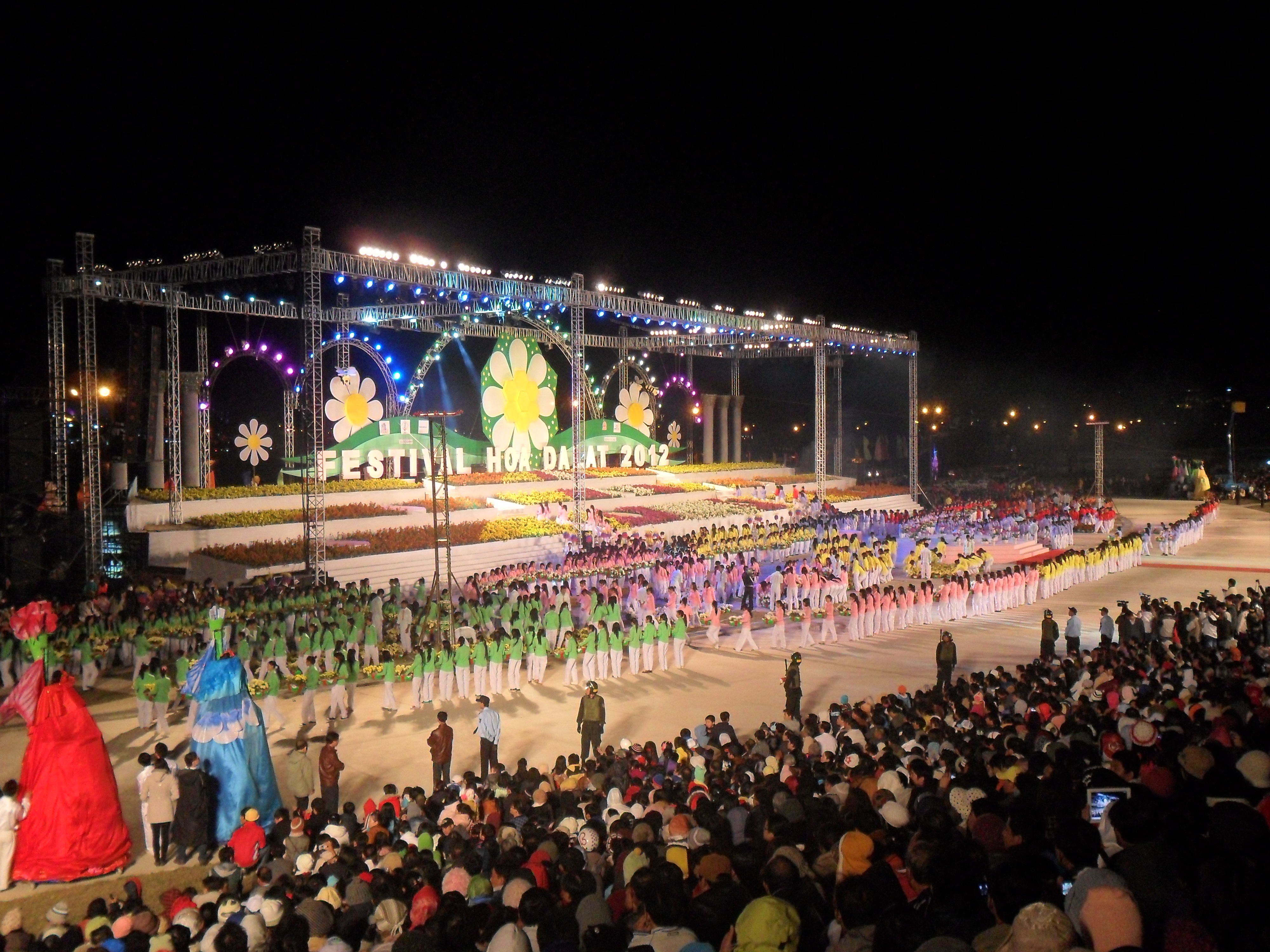
Đêm khai mạc Festival Hoa Đà Lạt 2012 tại quảng trường Lâm Viên.

Quảng trường Lâm Viên với vị trí trung tâm, kiến trúc đặc biệt, trở thành một địa điểm nổi tiếng của Đà Lạt, thu hút đông đảo khách du lịch tham quan, vui chơi giải trí và chụp ảnh.
Từ khi dự án Lâm Viên tiến hành cho đến nay, các đợt Festival Hoa Đà Lạt đều chọn quảng trường là trung tâm tổ chức, khai mạc, bế mạc hay trình diễn hoa. Lễ hội hai năm một lần diễn ra vào tháng 12 – tháng mà Đà Lạt có thời tiết đẹp nhất trong năm. Các đợt lần lượt là Festival lần III năm 2010: Đà Lạt – Thành phố ngàn hoa, một trong loạt những sự kiện tiêu biểu của Quốc gia nhằm chào mừng Kỷ niệm 1000 năm Thăng Long – Hà Nội; Festival Hoa Đà Lạt 2012: Đà Lạt – Thành phố Festival Hoa, năm mà thành phố được Thủ tướng Chính phủ công nhận tên gọi; Festival lần V giai đoạn 2013–2014: Tây Nguyên – Âm vang tiếng gọi đại ngàn, kỷ niệm 120 năm Đà Lạt hình thành và phát triển; Festival lần VI năm 2015: Đà Lạt – Muôn màu sắc hoa ; Festival lần VII năm 2017: Hoa Đà Lạt – Kết tinh kỳ diệu từ đất lành; Festival lần VIII năm 2019: Đà Lạt và Hoa.
Năm 2013, Festival Di sản UNESCO Việt Nam – ASEAN lần thứ nhất tại Đà Lạt – Lâm Đồng được khai mạc tại quảng trường Lâm Viên (đang trong giai đoạn thi công). Lễ hội với sự tham gia của mười quốc gia ASEAN cùng bốn quốc gia đối tác gồm Trung Quốc, Ấn Độ, Nhật Bản và Hàn Quốc. Năm 2015, đại diện UNESCO trao bảng công nhận Khu dự trữ sinh quyển Langbiang là khu dự trữ sinh quyển thế giới tại lễ khai mạc Festival Hoa Đà Lạt.
Ngoài ra, quảng trường Lâm Viên còn được chọn là nơi khai mạc của hầu hết các lễ hội ở thành phố Đà Lạt, của tỉnh Lâm Đồng, như: Lễ hội Trà, Lễ hội Đâm Trâu, Lễ hội Cồng Chiêng.